# Cetopsis coecutiens
Cetopsis coecutiens es una especie de pez de la familia Cetopsidae en el orden de los Siluriformes.

## Morfología
Los machos pueden llegar alcanzar los 26,5 cm de longitud total.

## Hábitat
Es un pez de agua dulce y de clima tropical (22 °C-28 °C).

## Distribución geográfica
Se encuentran en Sudamérica:  cuencas de los ríos  Amazonas,  Tocantins y Orinoco.